# Прекалено много Феникси (телевизионен епизод)
„Прекалено много Феникси“ (на английски: A Phoenix Too Frequent) е британски телевизионен филм от 1959 година, част от поредицата на Ай Ти Ви Телевижън „Театър“.

## В ролите
- Джордж Коул като Ефрейтор Тиджиъс – Хромъс
- Маги Смит като Прислужницата Дото
- Уенди Уилямс като Лейди Дайнамин[2]